# Sportclub Heerenveen
L'Sportclub Heerenveen, abreujat SC Heerenveen, en frisó SK It Hearrenfean, és un club de futbol neerlandès de la ciutat de Heerenveen, a Frísia.

## Història

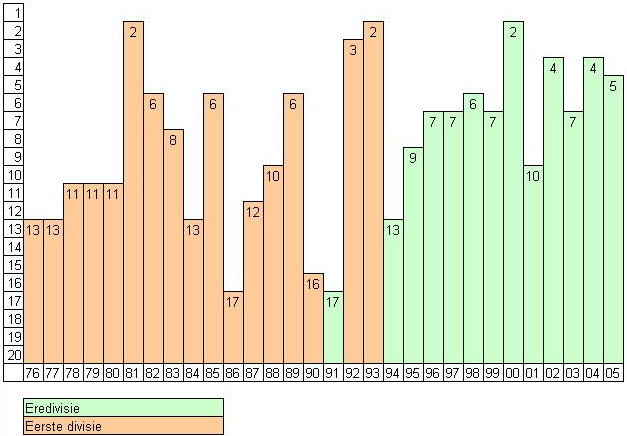
Gràfica Heerenveen 1976-2005

El club va ser fundat el 20 de juliol de 1920 amb el nom d'Athleta. El 1922 va canviar de nom dues vegades, primer a De Spartaan i després a v.v. Heerenveen (voetbalvereniging, societat de futbol).
Es tracta d'un modest club de la ciutat de Heerenveen però que sovint ha participat en les competicions europees. Els colors i escut del club són els de la bandera de Frísia. Les ratlles i les fulles de nenúfar representen els districtes de Frísia. El seu àlies és "l'orgull de Frísia".
A la dècada dels 80, el Heerenveen va arribar als playoffs d'ascens a primera divisió en dues ocasions, però no va fins al 1990 que finalment va arribar a l'Eredivisie, convertint-se en el primer club frisó en assolir el màxim nivell. Des del 1993, el club s'ha mantingut en el primer nivell i fins i tot ha arribat a participar en competicions europees. Els seus majors èxits inclouen la participació en la Lliga de Campions 2000-01 i una victòria a la final de la Copa KNVB, contra FC Twente, el 17 de maig de 2009.

## Palmarès
- Eredivisie:[2]
  - Subcampió el 2000
- Copa neerlandesa de futbol:[3]
  - 2009
  - Subcampió el 1993, 1997

## Jugadors

### Jugadors històrics destacats
- Jon Dahl Tomasson
- Daniel Jensen
- Richard Knopper.
- Mika Nurmela
- Mika Väyrynen
- Prince Polley
- Giorgos Samaràs
- Martin Ødegaard
- Arnold Bruggink
- Bas Dost
- Klaas Jan Huntelaar
- Jerry de Jong
- Piet Keur
- Abe Lenstra
- Ruud van Nistelrooy
- Dennis de Nooijer
- Gérard de Nooijer
- Jeffrey Talan
- Erik Tammer
- Erik Regtop
- Marco Roelofsen
- Hans Vonk
- Arkadiusz Radomski
- Rodion Cǎmǎtaru
- Igor Korneev
- Marcus Allbäck
- Erik Edman

## Entrenadors destacats

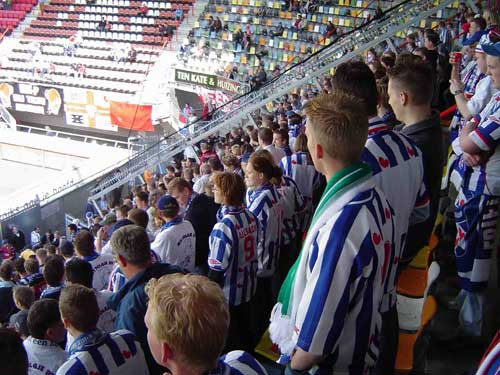
Aficionats del Heerenveen a l'Arke Stadion.

- Henk van Brussel
- Foppe de Haan
- Meg de Jongh
- Jan Teunissen
- Laszlo Zalai
- Gertjan Verbeek
- Syd Castle
- Fritz Korbach